# Принс-Альберт (национальный парк)
Национальный парк Принс-Альберт (англ. Prince Albert National Park) — национальный парк, расположен на территории провинции Саскачеван, Канада. Основан в 1927 году.
Здесь расположены культурные и исторические объекты, связанные с племенами индейцев, проживающих здесь в течение 8 тысяч лет.
В парке живут барибалы, волки, лисы, рыси, лоси, белохвостые олени, олени карибу, койоты, барсуки и бобры. В юго-западной части парка обитает стадо бизонов — одно из двух, находящихся под охраной в национальных парках Канады. Также здесь встречается около 195 видов птиц, включая вторую по размерам популяцию белого пеликана в стране.
Парк Принс-Альберт известен, как последнее место жительства писателя-натуралиста по прозвищу Серая Сова (1888—1938). Он имел английское происхождение, однако, женившись на индианке из племени ирокезов, сам стал называть себя индейцем.